# Robert James (Mediziner)

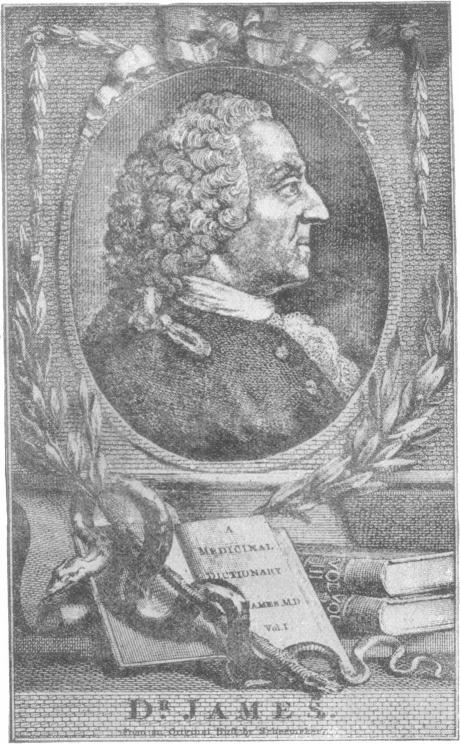
Porträt von Robert James mit seinen drei Bänden der A medicinal dictionary, including physic, surgery, anatomy, chimistry and botany (1743–1745) im Vordergrund

Robert James (* 23. August 1703 in Kinvaston (Staffordshire); †  23. März 1776  in London) war ein englischer Arzt.

## Leben und Wirken
Robert James wurde in der Nähe von Kinvaston als Sohn eines  britischen Majors Edward James und seiner Ehefrau  Frances Clarke, einer Schwester von  Sir Robert Clarke (1683–1746) geboren. Seine frühe Erziehung erhielt er in der Lichfield Grammar School, wo er Bekanntschaft mit seinem Kommilitonen Samuel Johnson machte. 
Er besuchte dann das St. Johns College in Oxford, hier erhielt er am 5. Juli 1726 den akademischen Grad eines Bachelor of Arts. In der Folge wurde er als extra-licentiate (also ohne bestandenen Examen)(siehe auch Lizenziat) am 12. Januar 1727/1728 für das Royal College of Physicians in London zugelassen, welches er im Mai des gleichen Jahres dann mit einem Doktor der Medizin verließ. Ausgestellt wurde die Urkunde durch ein königliches Mandat, royal mandate of Cambridge.
Er praktizierte in Sheffield, Lichfield und Birmingham, bevor er sich endgültig in London niederließ. 
Am 25. Juni 1765 wurde er dann schließlich als licentiate am Royal College of Physicians aufgenommen.
James bemerkenswerteste Publikation war seine dreibändige Wörterbuch A medicinal dictionary, including physic, surgery, anatomy, chimistry and botany (1743–1745), für die sein Freund Samuel Johnson gewissermaßen den Projektplan niederschrieb, sowie einige der Artikel des Wörterbuchs, so vor allem am Anfang des Alphabets, schrieb unter anderem über die Begriffe Actuarius und Aretaeus von Kappadokien.
Dieses Werk wurde, zwischen 1746 und 1748, von Denis Diderot, François-Vincent Toussaint und Marc-Antoine Eidous ins Französische übertragen und von dem französischen Arzt Julien Busson gegengelesen, korrigiert und bearbeitet.
Robert James war seinerseits auch übersetzerisch tätig, so übertrug er Werke, des italienischen Arztes und Botanikers Prosper Alpinus, des Arztes Simon Pauli des Jüngeren und die Arbeiten des Bernardino Ramazzini eine der ersten arbeitsmedizinischen Texte, aus dem Lateinischen in die englische Sprache.
Sein Fieberpulver, fever powder, das er sich im Jahre 1747 patentieren ließ, war eines der erfolgreichsten Arzneimittel des 18. Jahrhunderts.
Er beschäftigte sich mit eben den fieberhaften Erkrankungen und mit dem was heute als virale Infektionskrankheit der Tollwut bekannt ist. Eine Abhandlung über die "Hundstollwut" und deren Behandlung mit Quecksilber wurde im Jahre  1736 in den Philosophical Transactions der Öffentlichkeit zugänglich gemacht.

## Schriften (Auswahl)

### Autor
- A Medicinal Dictionary, Including Physic, Surgery, Anatomy, Chymistry, and Botany, in All Their Branches Relative to Medicine; Together with a History of Drugs, an Account of Their Various Preparations, Combinations, and Uses; and an Introductory Preface, Tracing the Progress of Physic and Explaining the Theories Which Have Principally Prevail'd in All Ages of the World. 1743–45. Band I (1743) A – Calculus (Digitalisat); Band II (1745) Caldar – Meum (Digitalisat); Band III (1745) N – Zythos (Digitalisat)
  - Dictionnaire universel de médecine... traduit de l'anglais par Mrs Diderot, Eidous et Toussaint. Briasson, David l'aîné, Durand, Paris, Band I (1746) A – Angiglossi (Digitalisat); Band II (1746) Angina – Carcinoma (Digitalisat); Band III (1747) Cardamantice – Fyada (Digitalisat); Band IV (1747) Gabal – Oculista (Digitalisat); Band V (1748) Oculus – Sudamina (Digitalisat); Band VI (1748) Sudor – Zythos (Digitalisat)
- A Treatise on the Gout and Rheumatism. 1745.
- A Dissertation on Fevers and Inflammatory Distempers. 1748.
- A Treatise on Canine Madness. 1760.
- A Vindication of the Fever Powder, with a Short Treatise on the Disorders of Children. 1778.[3]

### Übersetzungen
- Friedrich Hoffmann: Dissertation on Endemical Diseases. 1746.
- Bernardino Ramazzini: Treatise on the Diseases of Tradesmen. 1746.
- Prosper Alpinus: The Presages of Life and Death in Diseases. 1746.
- Thomas Muffet: Health's Improvement. 1746.
- Simon Pauli: A Treatise on Tobacco, Tea, Coffee and Chocolate. 1746.
- Herman Boerhaave: The Modern Practice of Physick. 1746 (mit Anmerkungen von Gerard van Swieten und Ergänzungen von Friedrich Hoffmann).